# Kings Hill/Southwest Salmon Street megállóhely
Kings Hill/Southwest Salmon Street megállóhely a Metropolitan Area Express kék és piros vonalainak, valamint a TriMet és más szolgáltatók autóbuszainak megállója az Oregon állambeli Portlandben.
A megálló neve helytelen; a névadó képződmény neve King’s Hill (Király dombja), amely a délnyugati 21. sugárútig tart; a helyi történelmi negyedben számos védett épület található.
A délnyugati 18. sugárúton elhelyezkedő állomás középperonos kialakítású.
Az állomás alkotásai egyrészt megemlítik a Portland megalapításakor eliszaposított Tanner-patakot, valamint a megálló Goose Hollow-ban való elhelyezkedésére egy bronzból készült kanadai ludat ábrázoló szobor utal. Matt Groening, a Simpson család megalkotója 1996-ban, a megálló építésekor bemaratta Bart Simpson karakterét a délnyugati 18. sugárút keleti járdájába, viszont az önkormányzat azt szerette volna, ha a burkolat sértetlen marad. A sugárút a helyi gimnázium mögött fut; Groening 1972-ben az intézményben érettségizett.

## Elhelyezkedése
Habár a Providence Park-i megálló csak néhány sarokra van, a kerület külön kérése volt, hogy itt is létesítsenek állomást; ezt elsősorban a Lincoln Gimnáziumba és a Multnomah Atlétikai Klubba járók használják. Jelenleg a legkevésbé használt állomás, viszont a közelben épülő lakóparktól az utasszám növekedését remélik.

## Autóbuszok
- 15 – Belmont/NW 23rd (Gateway Transit Center◄►44th Avenue)[4]
- 51 – Vista (SW Salmon & 16th◄►SW Hamilton & Dosch)[5]
- 63 – Washington Park/Arlington Hts (►Washington Park)[6]

| Előző állomás                                                      |  | Metropolitan Area Express |  | Következő állomás                                         |
| ------------------------------------------------------------------ |  | ------------------------- |  | --------------------------------------------------------- |
| Goose Hollow/SW Jefferson Sttovább Hatfield Government Center felé |  | Kék vonal                 |  | Providence Parktovább Cleveland Avenue felé               |
| Goose Hollow/SW Jefferson Sttovább Beaverton pályaudvar felé       |  | Piros vonal               |  | Providence Parktovább Portland International Airport felé |

## Fordítás
- Ez a szócikk részben vagy egészben  a   Kings Hill/Southwest Salmon Street MAX Station című angol Wikipédia-szócikk ezen változatának fordításán alapul.  Az eredeti cikk szerkesztőit annak laptörténete sorolja fel. Ez a jelzés csupán a megfogalmazás eredetét és a szerzői jogokat jelzi, nem szolgál a cikkben szereplő információk forrásmegjelöléseként.